# کوه ویزیتار
کوه ویزیتار (به لاتین: Visitor) یک کوه و رشته‌کوه در مونته‌نگرو است که در مونته‌نگرو واقع شده‌است. کوه ویزیتار ۲٬۲۰۹ متر بالاتر از سطح دریا واقع شده‌است.